# Missing You (Brandy, Tamia, Gladys Knight & Chaka Khan)
Missing You è una ballata R&B composta da Barry Eastmond e Gordon Chambers per la colonna sonora del film Set It Off - Farsi notare, diretto da F. Gary Gray, e interpretato per l'occasione da Brandy, Tamia, Gladys Knight e Chaka Khan. Il brano è stato pubblicato nell'agosto del 1996 come singolo tratto dalla colonna sonora, ed è entrato nella top10 della Billboard Hot R&B/Hip-Hop Songs e nella top40 della Billboard Hot 100, oltre ad aver raggiunto la seconda posizione nelle classifiche neozelandesi. Il brano ha ricevuto una nomination ai Grammy Awards del 1997 nella categoria Best Pop Vocal Performance By A Duo Or Group.

## Video
Il videoclip della canzone ha utilizzato quattro location diverse, per ognuna delle interpreti: Brandy, con il suo look tipico di quegli anni fatto di lunghe treccine e abiti casual, appare in un vasto prato ai piedi di un grande albero; Tamia, con un vestito verde, è in un immenso campo di grano; Gladys Knight ha girato la sua scena invece su un ponte di legno che dà su una laguna; infine Chaka Khan è stata portata su degli scogli in riva al mare. Le quattro cantanti appaiono insieme solo durante l'ultima scena, grazie a un fotomontaggio, nelle loro figure evanescenti. Durante il video vengono presentate immagini tratte del film, a volte sovrapposte, a volte in montaggio alternato.

## Ricezione
Il singolo è entrato nella Hot 100 il 24 agosto 1996 al numero 62, compiendo un balzo fino al numero 49 la settimana successiva. Il 28 settembre, durante la sua sesta settimana di presenza in classifica, ha raggiunto la posizione numero 25, dove è rimasto per tre settimane consecutive, passando 20 settimane in tutta la classifica. Nelle classifiche R6b il singolo è arrivato alla posizione numero 10, passando un totale di 27 settimane in classifica che gli hanno permesso di rimanere nella top40 anche nei primi mesi del 1997: in questo modo la canzone è entrata nella classifica di riepilogo della Billboard Hot R&B/Hip-Hop Songs sia nel 1996 che nel 1997, piazzandosi rispettivamente al numero 52 e al numero 88. Con Missing You Brandy è riuscita ad ottenere il sesto singolo consecutivo in top40, mentre per Tamia si tratta del primo.
In Nuova Zelanda il successo è stato molto più grande: entrato in classifica il 29 settembre del 1996 alla posizione numero 6, quattro settimane più tardi il singolo ha raggiunto la seconda posizione, dove è rimasto per due settimane consecutive, passando ben tredici settimane soltanto nella top10. Per Tamia questo è il secondo singolo al numero 2 nelle classifiche neozelandesi dopo Slow Jams dello stesso anno, mentre per Brandy si tratta del quarto singolo in top10 e del successo più grande ottenuto fino a quel momento. Sia per Chaka Khan che per Gladys Knight questo è il primo singolo in classifica.

## Classifiche
| Classifica (1996)                            | Posizione |
| -------------------------------------------- | --------- |
| Australia                                    | 90        |
| Nuova Zelanda                                | 2         |
| U.S. Billboard Hot 100                       | 25        |
| U.S. Billboard Hot Singles Sales             | 15        |
| U.S. Billboard Hot R&B/Hip-Hop Songs         | 10        |
| U.S. Billboard Hot R&B/Hip-Hop Singles Sales | 5         |
| U.S. Billboard Hot R&B/Hip-Hop Airplay       | 12        |
| U.S. Billboard Adult Contemporary Songs      | 30        |
| U.S. Billboard Rhytmic Top 40                | 27        |